# Leptochelia barnardi
Leptochelia barnardi är en kräftdjursart som först beskrevs av Brown 1957.  Leptochelia barnardi ingår i släktet Leptochelia och familjen Leptocheliidae. Inga underarter finns listade i Catalogue of Life.